# Казерер, Рихард
Рихард Казерер (нем. Richard Kaaserer; 21 августа 1896, Тридент, Австро-Венгрия — 24 января 1947, Белград, Югославия) — австрийский оберфюрер СС, полковник полиции и руководитель СС и полиции в Книне и Санджаке.

## Биография
Рихард Казерер родился 21 августа 1896 года в семье служащего жандармерии. После посещения народной школы и гимназии он перевёлся в военную школу в Штрасе и потом учился в старшей военной школе в Вейсскирхен. Во время Первой мировой войны Казерер служил в хорватском пехотном полку королевской армии и после окончания войны оставался в армии до 1922 года. С 1922 по 1925 год состоял в добровольческом корпусе Оберланд и с 1928 года по 1932 года был членом Штирийского отечественного союза. 1 июня 1932 года вступил в НСДАП (билет № 1087778) и 15 июля зачислен в ряды СС (№ 9774). С 1932 года возглавлял штандарт СС в Вене. В июле 1933 года бежал в Германию и в 1934 году вернулся в Австрию. С июля 1934 года по октябрь 1937 года из-за нацистских убеждений был заключён в тюрьму.
С декабря 1939 года работал в центральном отделении по эмиграции в Лицманштадте. С конца 1940 и до лета 1943 года служил в Главном управлении СС по вопросам расы и поселения, где с декабря 1941 года был начальником управления по вопросам генеалогии, а затем начальником родословного управления. С июня 1942 года служил в Войсках СС и с начала 1943 года был командиром 1-го батальона 2-го горного егерского полка 7-й горнопехотной дивизии СС «Принц Евгений». Летом 1943 года за избиения и уничижительное обращение с рекрутами из фольксдойче своего подразделения ему было предъявлено обвинение высшим судом СС в Мюнхене, и Казерер получил от Гиммлера строгий выговор
С июля 1943 по май 1944 года был областным начальником полиции в Книне и принадлежал к штабу высшего руководителя СС и полиции в Хорватии Константина Каммерхофера. 14 мая 1944 года Гиммлер снял его с должности, поскольку «в отношении алкоголя и женщин, особенно на Балканах, он терял самоконтроль, который нужно было ожидать.» С июня по ноябрь 1944 был руководителем СС и полиции в Санджаке. Впоследствии стал руководителем СС и полиции в Центральной Норвегии. После окончания войны был арестован в Норвегии и экстрадирован в Югославию. 22 декабря 1946 года в Белграде Казерер был приговорён к смертной казни и казнён в январе 1947 года.